# Paripocregyes fuscovittatus
Paripocregyes fuscovittatus là một loài bọ cánh cứng trong họ Cerambycidae.